# Laotische Fußballnationalmannschaft (U-23-Männer)
Die laotische U-23-Fußballnationalmannschaft ist eine Auswahlmannschaft laotischer Fußballspieler. Sie untersteht dem laotischen Fußballverband LFF und repräsentiert diesen international auf U-23-Ebene, etwa in Freundschaftsspielen gegen die Auswahlmannschaften anderer nationaler Verbände, bei U-23-Asienmeisterschaften sowie den Fußballturnieren der Olympischen Sommerspiele, der Asienspiele und der Südostasienspiele.
Bisher konnte sich die Mannschaft nicht für das olympische Fußballturnier oder die U-23-Asienmeisterschaft qualifizieren. Bei den Südostasienspielen 2009 erreichte die Mannschaft erstmals den vierten Platz. An den Asienspielen nahm Laos zweimal teil, schied dabei aber bei beiden in der Gruppenphase aus.
Spielberechtigt sind Spieler, die ihr 23. Lebensjahr noch nicht vollendet haben und die laotische Staatsangehörigkeit besitzen.

## Bilanzen
| Olympische Spiele - 1992 bis 1996: Nicht teilgenommen - 2000: Zurückgezogen - 2004 bis 2012: Nicht teilgenommen - 2016 bis 2020: Nicht qualifiziert U-22-/23-Asienmeisterschaften - 2014 bis 2020: Nicht qualifiziert Asienspiele - 2002 bis 2010: Nicht teilgenommen - 2014: Gruppenphase - 2018: Gruppenphase | Südostasienspiele - 2001: Gruppenphase - 2003: Gruppenphase - 2005: Gruppenphase - 2007: Gruppenphase - 2009: Vierter - 2011: Gruppenphase - 2013: Gruppenphase - 2015: Gruppenphase - 2017: Gruppenphase |